# Ленгрен, Збигнев

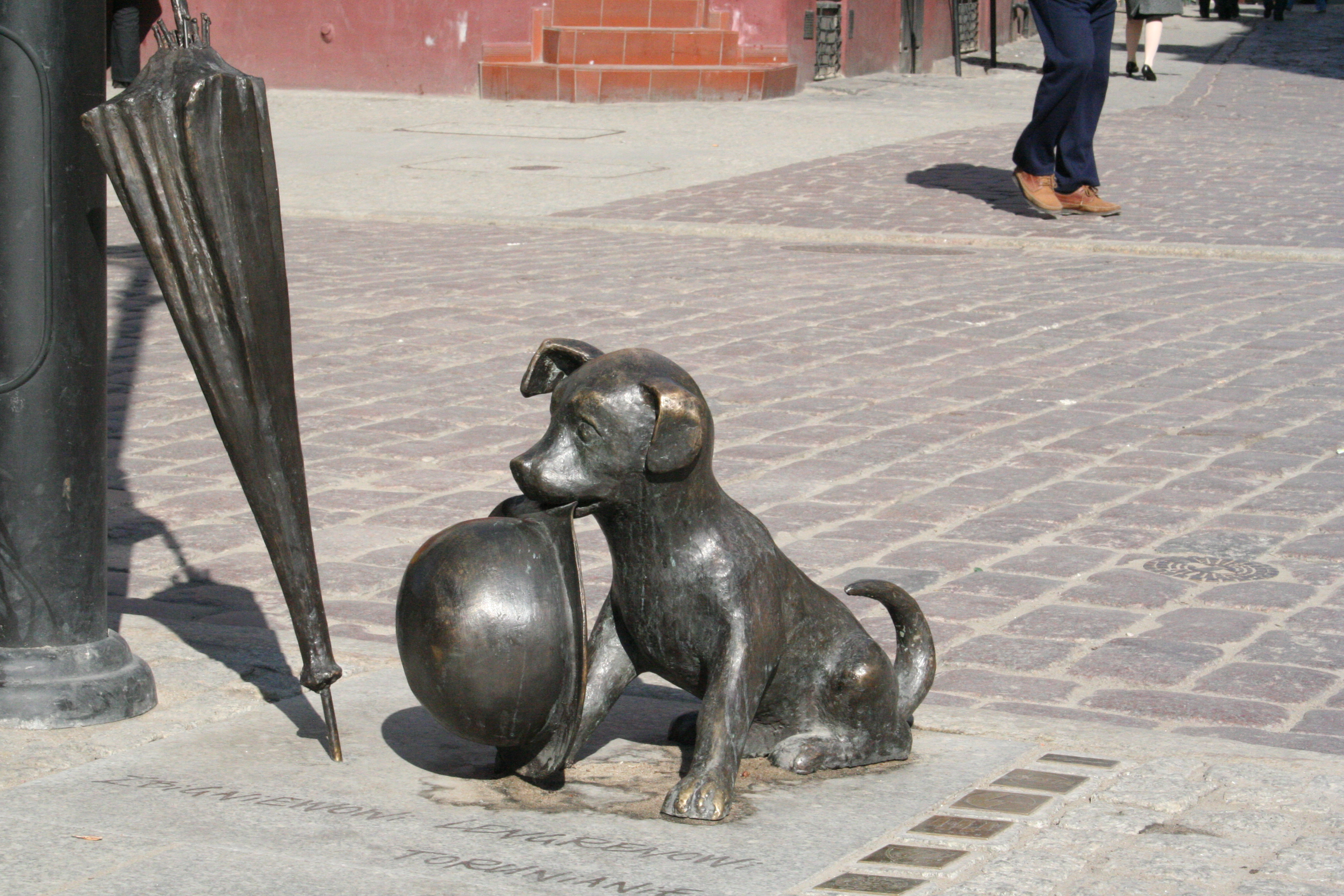
Монумент Псу Филюсу в Старом городе, Торунь, Польша

Збигнев Ленгрен (пол. Zbigniew Lengren; 2 февраля 1919, Тула — 1 октября 2003, Варшава) — польский график, карикатурист, иллюстратор. Отец Ленгрена был шведом — представителем фирмы Ericsson в Торуни.
В 1947 году, будучи студентом факультета изящных искусств Университета Николая Коперника, он выиграл конкурс на создание экслибриса для университетской библиотеки. Этот дизайн используется до сих пор.
Лауреат, среди прочих наград, «Ордена улыбки». Наиболее известным героем произведений Ленгрена является рассеянный профессор Филютек, чьи «приключения» публиковались раз в неделю на страницах журнала «Пшекруй» в течение более 50 лет — рекорд для польских комиксов. Другое его «изобретение» — пса Филюса — со временем стали отождествлять с Фафиком, другим популярным персонажем «Пшекруя». Также Ленгрен был писателем, писал стихи для детей. Сын, Томаш Ленгрен (1945–2008), был актёром.